# Anguloja
Anguloja (lat. Anguloa), biljni rod iz porodice kaćunovki smješten u podtribus Maxillariinae, dio tribusa Cymbidieae. 
Njezinih 9 vrsta rašireno je na Andama Južne Amerike, od Venezuele na sjeveru, na jug do Perua i Bolivije
Rod je opisan u Florae Peruvianae, et Chilensis Prodromus 118. 1794.

## Vrste
1. Anguloa brevilabris Rolfe
2. Anguloa cliftonii J.G.Fowler
3. Anguloa clowesii Lindl.
4. Anguloa dubia Rchb.f.
5. Anguloa eburnea Linden ex B.S.Williams
6. Anguloa hohenlohii C.Morren
7. Anguloa tognettiae Oakeley
8. Anguloa uniflora Ruiz & Pav.
9. Anguloa virginalis Linden
10. Anguloa ×acostae Oakeley
11. Anguloa ×rolfei Sander ex Rolfe
12. Anguloa ×ruckeri Lindl.
13. Anguloa ×speciosa Linden